# Повратак живих мртваца 3
Повратак живих мртваца 3 (енгл. Return of the Living Dead 3) је амерички љубавни хорор филм из 1993. године, режисера Брајана Јузне, са Мелиндом Кларк и Тревором Едмондом у главним улогама. Други је наставак у серијалу Повратак живих мртваца, али нема много сличности са својим претходницима, нити се прича надовезује на крај другог дела.
Упркос финансијском неуспеху, филм је добио позитивне оцене и од критичара и од публике, па се по оценама са сајтова Rotten Tomatoes и IMDb сматра најбољим наставком у серијалу. Критичари са истих сајтова написали су да, за разлику од својих претходника који су обиловали комичним сценама, трећи део доноси „изненађујуће добру причу о бесмртној љубави”. Филм је постао култни класик, као и прва два дела.
Дванаест година касније, снимљена су још два наставка, који не прате радњу овог филма.

## Радња
Курт Ренолдс, са својом девојком Џули Вокер, улази у војну базу, помоћу сигурносне картице коју је украо од свог оца. Након што посведоче застрашујућем оживљавању лешева помоћу мистериозног гаса триоксина, Курт и Џули беже из базе.
Исте вечери пар доживи саобраћајну несрећу у којој Џули погине. Курт одлучује да однесе њено тело у војну базу и покуша реанимацију триоксином. Иако је реанимација, на први поглед, прошла успешно, Џули временом почиње да осећа последице зомбификације и покушава да на све начине спречи себе од повређивања Курта, како би провела још мало времена са њим.

## Улоге
| Глумац        | Улога                |
| ------------- | -------------------- |
| Мелинда Кларк | Џули Вокер           |
| Тревор Едмонд | Курт Ренолдс         |
| Кент Макорд   | пуковник Џон Ренолдс |
| Џејмс Калахан | пуковник Пек         |
| Сара Даглас   | пуковница Синклер    |
| Абигејл Ленц  | Минди                |
| Бејзил Волас  | „речни човек”        |
| Џил Андре     | др Бирс              |
| Били Кејн     | Вотерс               |
| Мајк Моров    | Сантос Моралес       |
| Фабио Урена   | Мого Ентваз          |
| Пија Рејес    | Алиша Кицинг         |
| Дон Максвел   | Џорџ Кровли          |
| Сал Лопез     | Фелипе Хернандез     |
| Дејна Ли      | капетан Пинг         |
| Ентони Хикокс | др Хикокс            |